# 里斯本 (印第安納州)
里斯本（英語：Lisbon）是位於美國印地安納州諾布爾縣的一個非建制地區。該地的面積和人口皆未知。

## 地理
里斯本所處的海拔為高於海平面315米（即1033英呎），而該地所採用的時區為UTC-5，即北美東部時區（EST）。同時該地設有夏令時間，為UTC-5調快一小時，即UTC-4（EDT）。